# Kanda (Bajhang)
Kanda (nep. काडाँ) – gaun wikas samiti w zachodniej części Nepalu w strefie Seti w dystrykcie Bajhang. Według nepalskiego spisu powszechnego z 2011 roku liczył on 363 gospodarstwa domowe i 2182 mieszkańców (1076 kobiet i 1106 mężczyzn).